# Carol Brown
Carol Brown, född den 19 april 1953 i Oak Park, Illinois, är en amerikansk roddare.
Hon tog OS-brons i åtta med styrman i samband med de olympiska roddtävlingarna 1976 i Montréal.